# Fritz Lange
Emil Alfred Fritz Lange (Berlino, 23 novembre 1898 – Berlino, 16 settembre 1981) è stato un politico tedesco, comunista e combattente della resistenza durante il periodo nazista.
Nel dopoguerra fu Ministro dell'Istruzione nella Repubblica Democratica Tedesca.

## Biografia
Fritz Lange nacque il 23 novembre 1898 a Berlino da Otto Emil Alfred Lange, commerciante di confessione protestante, e Else Lange (nata Gräfner) di origine ebraica.
Frequentò la Siemens Oberrealschule di Charlottenburg dal 1904 al 1912, poi dal 1912 al 1917 la Präparandenanstalt e il programma di formazione per insegnanti a Neuruppin. Dal 1917 al 1918 prese parte alla prima guerra mondiale. Nel 1919 superò l'esame da insegnante e lavorò nella volksschule a Neuköln fino al 1924. Sempre nel 1919 si iscrisse al Partito Socialdemocratico Indipendente di Germania e nel 1920 al Partito Comunista di Germania (KPD). Dal 1921 al 1924 fu alla guida del Kindergruppe comunista. Nel 1924 fu licenziato e divenne un importante funzionario del Roter Frontkämpferbund dal 1925 al 1928, nonché rappresentante distrettuale di Neukölln e delegato cittadino di Berlino dal 1925 al 1933. Fu anche redattore nel dipartimento di propaganda del Comitato centrale del KPD dal 1927 al 1933 e dal 1930 al 1932 fu nella direzione nazionale del Kampfbund gegen den Faschismus, un'organizzazione antifascista del KPD.
Nel 1933 fu arrestato e portato nel campo di concentramento di Sonnenburg. In seguito lavorò come operaio fino al 1942. Dal 1935 fu attivo nella Resistenza con il gruppo formatosi attorno a Bernhard Bästlein e Wilhelm Guddorf. Fu redattore del giornale di sinistra Die Innere Front, che pubblicava articoli per gli oppositori di Adolf Hitler, anche in lingua straniera. Da questa collaborazione si ritiene che sia nato il suo coinvolgimento nel gruppo dell'Orchestra Rossa.
Il 1° dicembre 1942 fu arrestato insieme a Martin Weise e l'8 ottobre 1943 fu condannato a cinque anni di lavori forzati dal Reichskrieggericht per "complicità nel tradimento e aiuto al nemico". Fino al 1945 fu rinchiuso in varie prigioni, anche nella famigerata prigione di Brandeburgo dove furono giustiziate migliaia di persone, tra cui oltre 1.780 combattenti della Resistenza.
Dal 1945 al 1948 fu sindaco di Brandeburgo sulla Havel. In seguito fu a capo della Zentralen Kontrollkommission della Commissione economica tedesca e, dal 1949 al 1954, della Zentrale Kommission für Staatliche Kontrolle, l'organo esecutivo del Partito Socialista Unificato di Germania (SED) nella zona di occupazione sovietica.
Dal 1950 al 1958 fu rappresentante della Camera del popolo (in tedesco Volkskammer) e candidato al Comitato centrale della SED. Nel 1954 divenne Ministro dell'Istruzione succedendo a Else Zaisser. Durante il suo mandato cercò di ricollegare la nazione alla cultura tedesca e ai periodi antecedenti al nazismo.
Dopo le critiche mosse al V Congresso del SED nel 1958, fu rimosso dal suo incarico. Dal 1960 al 1961 lavorò presso il Militärgeschichtliches Institut der DDR a Potsdam.
Lange morì a Berlino nel 1981.